# Херат (провинция)
Херат е провинция в северозападен Афганистан с площ 54 778 км² и население 1 182 000 души (2002). Административен център е град Херат.

## Административно деление
Провинцията се поделя на 15 общини.